# ORACLE (компьютер)
ORACLE (аббр. от англ. Oak Ridge Automatic Computer and Logical Engine, Оукриджский автоматический компьютер и логическая машина) — ранний компьютер, построенный в Оукриджской национальной лаборатории и основанный на архитектуре IAS-машины, разработанной Джоном фон Нейманом в конце 1940-х — начале 1950-х годов в Институте перспективных исследований. Компьютер был построен и запущен в конце 1953 года. Как и все другие компьютеры того времени ORACLE был построен в единственном экземпляре и не мог обмениваться программами с другими компьютерами, даже теми, что были построены по образцу той же IAS-машины.
Специальная комиссия из сотрудников Лаборатории решала, какой компьютер закупить для Лаборатории. После визитов в компании RCA, ECMM и в Принстонский университет было решено вместо покупки компьютера у сторонней компании построить его своими силами по образцу и подобию IAS-машины. Решение о постройке машины было принято в лаборатории в 1950 году. Для этого подрядили  команду инженеров из Аргоннской национальной лаборатории, где они в это время строили компьютер AVIDAC. Несколько инженеров Окриджской лаборатории на 6 месяцев были отправлены в Аргоннскую лабораторию для изучение компьютера AVIDAC и постройку ORACLE. Вместо 6 месяцев постройка заняла 3 года, после чего ORACLE был перевезен в Окриджскую лабораторию и установлен в специально для него построенном здании. 
Благодаря накопленному опыту ORACLE получился более совершенной машиной, чем AVIDAC. Элементной базой компьютера ORACLE были радиолампы (5000 шт.) и диоды. В качестве оперативной памяти использовались трубки Уильямса, в которых могло храниться 2048 слов. По сравнению с IAS-машиной в ORACLE использовались более быстрые логические схемы, меньшего размера трубки Уильямса, а размер памяти — в два раза больше. Для постоянного хранения данных использовалась магнитная лента. Консультантом проекта ORACLE выступал Артур Бёркс.
Сложение машина осуществляла за 70 микросекунд, умножение — за 370—590 микросекунд, деление — за 590 микросекунд. В указанное время включено время доступа к памяти, которое составляло примерно 62 микросекунды. Для ввода данных в ORACLE использовалась перфолента.